# Ernie Calverley
Ernest A. "Ernie" Calverley (nacido el 30 de enero de 1924 en Pawtucket, Rhode Island y fallecido el 20 de septiembre de 2003 en Providence, Rhode Island) fue un jugador y entrenador de baloncesto estadounidense que disputó tres temporadas en la BAA, y dirigió como entrenador a los Rhode Island Rams de la NCAA durante once años. Con 1,78 metros de estatura, jugaba en la posición de base.

## Trayectoria deportiva

### Universidad
Jugó durante cuatro temporadas con los Rams de la Universidad de Rhode Island, interrumpidas por el servicio militar que tuvo que cumplir durante la Segunda Guerra Mundial, aunque este periodo sólo duró 5 meses, debido a que fue devuelto a casa por un problema coronario que hizo peligrar su carrera deportiva. Ya en su primera temporada había liderado a los Rams en anotación, con 346 puntos, pero a su regreso, en su segundo año, anotó 534 puntos, 26,7 por partido, que le convirtieron en el máximo anotador de la NCAA y el mejor de todos los tiempos de su universidad. Ya en su última temporada fue elegido mejor jugador del NIT, a pesar de que su equipo cayó ante la Universidad de Kentucky en la final.

### Profesional
En 1946 comenzó su carrera profesional con los Providence Steamrollers, y en su primera temporada se convirtió en el líder de su equipo en anotación, promediando 14,3 puntos por partido, siendo además el líder en asistencias de toda la liga, con 3,4 pases de canasta por encuentro. todo ello le valió para aparecer en el segundo mejor quinteto de la BAA.
El año siguiente volvió a liderar la liga en asistencias, en esta ocasión igualado con Howie Dallmar, promediando ambos 2,5 asistencias. Jugó un año más con los Steamrollers hasta que la franquicia desapareció al término de la temporada 1948-49. Fichó entonces por Boston Celtics, pero no llegó a debutar con el equipo, optando por retirarse.

#### Estadísticas en la BAA

##### Temporada regular
| Temporada | Edad | Equipo                  | Liga | P   | TIT | MIN | TC  | TCA  | %TC  | 3P | 3PA | %3P | TL  | TLA | %TL  | R.OF. | R.DEF. | REB | ASIS | ROB | TAP | PER | FP  | PTS  |
| 1946-47   | 23   | Providence Steamrollers | BAA  | 59  |     |     | 5.5 | 18.7 | .293 |    |     |     | 3.4 | 4.8 | .703 |       |        |     | 3.4  |     |     |     | 3.2 | 14.3 |
| 1947-48   | 24   | Providence Steamrollers | BAA  | 47  |     |     | 4.8 | 17.8 | .271 |    |     |     | 2.3 | 3.4 | .665 |       |        |     | 2.5  |     |     |     | 3.6 | 11.9 |
| 1948-49   | 25   | Providence Steamrollers | BAA  | 59  |     |     | 3.7 | 11.8 | .313 |    |     |     | 2.1 | 2.7 | .756 |       |        |     | 4.3  |     |     |     | 3.1 | 9.4  |
| Total     |      |                         | BAA  | 165 |     |     | 4.6 | 16.0 | .291 |    |     |     | 2.6 | 3.7 | .707 |       |        |     | 3.5  |     |     |     | 3.3 | 11.9 |

### Entrenador
En 1957 fue elegido entrenador de su alma mater, la Universidad de Rhode Island, permaneciendo 11 temporadas en el cargo, en las cuales consiguió 154 victorias por 124 derrotas, el segundo mejor registro de victorias de la historia de su universidad.